# Adetomyrma caputleae
Adetomyrma caputleae  este o specie de furnică aparținând genului Adetomyrma. Ele sunt endemice în Madagascar unde sunt larg răspândite.
Specia a fost descrisă recent de Yoshimurea & Fisher în 2012. Furnicile din această specie sunt oarbe.